# Liste der Stolpersteine in Königswinter
Die Liste der Stolpersteine in Königswinter enthält Stolpersteine, die im Rahmen des gleichnamigen Kunstprojekts von Gunter Demnig in Königswinter verlegt wurden. Mit ihnen soll an die Opfer des Nationalsozialismus erinnert werden, die in Königswinter lebten und wirkten.

## Liste der Stolpersteine
| Person                 | Adresse                    | Inschrift | Bild | weitere Informationen |
| ---------------------- | -------------------------- | --- | --- | --- |
| Keller, Rosa           | Bachstraße 135 ⊙           | Hier wohnte Rosa Keller Jg. 1894 Eingewiesen 1941 Jacoby’sche Anstalt Bendorf - Sayn deportiert 1942 Sobibor ermordet                                                                     | | |
| Keller, Erna           | Bachstraße 135 ⊙           | Hier wohnte Erna Keller Jg. 1911 unfreiwillig verzogen 1935 Köln Deportiert 1943 Auschwitz ermordet 27.3.1943                                                                             | | |
| Keller, Ruth           | Bachstraße 135 ⊙           | Ruth Keller Jg. 1935 Deportiert 1942 Minsk 1942 Maly Trostinec ermordet | | |
| Keller, Hilde          | Bachstraße 135 ⊙           | Hilde Keller Jg. 1913 Flucht 1939 Belgien mit Hilfe überlebt | | |
| Keller, Edith          | Bachstraße 135 ⊙           | Edith Keller Jg. 1916 Flucht 1939 USA | | |
| Süskind, Ludwig        | Falltorstraße 23           | Hier wohnte Ludwig Süskind Jg. 1894 deportiert 1944 Theresienstadt befreit | | |
| Süskind, Hugo David    | Falltorstraße 23           | Hier wohnte Hugo David Süskind Jg. 1887 Flucht 1941 USA | | |
| Süskind, Paul Albert   | Falltorstraße 23           | Hier wohnte Paul Albert Süskind Jg. 1890 gedemütigt/entrechtet Flucht in den Tod 1. Mai 1938                                                                                              | | |
| Baehr, Moritz          | Friedenstraße 5 ⊙          | Hier wohnte Moritz 'Moses' Baehr Jg. 1865 1941 Lager Much deportiert tot in Theresienstadt                                                                                                | | |
| Baehr, Settchen        | Friedenstraße 5 ⊙          | Hier wohnte Settchen 'Sara' Baehr geb. Sichler Jg. 1872 1941 Lager Much deportiert Theresienstadt tot 6.2.1944                                                                            | | |
| Leopold, Selma         | Grabenstraße 16 ⊙          | Hier wohnte Selma Leopold Jg. 1874 deportiert 1942 Theresienstadt 1942 Treblinka ermordet                                                                                                 | | |
| Leopold, Mathilde      | Grabenstraße 16 ⊙          | Hier wohnte Mathilde Leopold Jg. 1876 deportiert 1942 Theresienstadt ermordet 13.8.1942                                                                                                   | | |
| Cahn, Rosalie          | Hauptstraße 397 ⊙          | Hier wohnte Rosalie Cahn Jg. 1888 Flucht 1939 England | | |
| Cahn, Albert           | Hauptstraße 397 ⊙          | Hier wohnte Albert Cahn Jg. 1877 Flucht 1939 England | | |
| Bendig, Karl           | Heisterbacher Straße 132 ⊙ | Hier wohnte Karl Bendig Jg. 1894 im Widerstand/KPD verhaftet 1933 Vorbereitung Hochverrat Zuchthaus Siegburg 1942 KZ Sachsenhausen Ermordet 31.8.1942                                     | | |
| Marx, Frieda           | Heisterbacher Straße 150 ⊙ | Hier wohnte Frieda Marx geb. Lenkhoff Jg. 1891 deportiert 1941 ermordet 1941 in Minsk | | |
| Stromwasser, Jacob     | Heisterbacher Straße 150 ⊙ | Hier wohnte Jacob Stromwasser Jg. 1931 deportiert 1941 ermordet 1941 in Minsk | | |
| Illfelder, Ruth        | Heisterbacher Straße 150 ⊙ | Hier wohnte Ruth Illfelder Jg. 1937 deportiert 1942 Theresienstadt ermordet 23.11.1942 | | |
| Leopold, Max           | Kronprinzenstraße 7 ⊙      | Hier wohnte Max Leopold Jg. 1878 gedemütigt/entrechtet Flucht in den Tod Juni 1941 | | |
| Liebmann, Rolf Günther | Kronprinzenstraße 7 ⊙      | Hier wohnte Rolf Günther Liebmann Jg. 1924 1941 Lager Much deportiert 1942 Richtung Osten ???                                                                                             | | |
| Liebmann, Werner       | Kronprinzenstraße 7 ⊙      | Hier wohnte Werner Liebmann Jg. 1930 1941 Lager Much deportiert 1942 Richtung Osten ???                                                                                                   | | |
| Liebmann, Paula        | Kronprinzenstraße 7 ⊙      | Hier wohnte Paula Liebmann Jg. 1896 1941 Lager Much deportiert 1942 Richtung Osten ??? | | |
| Levy, Karoline         | Mühlenstraße 4 ⊙           | Hier wohnte Karoline Levy geb. Glaser Jg. 1864 Deportiert 1942 Theresienstadt Tot 11.8.1942                                                                                               | | Karoline Glaser wurde am 26. Oktober 1864 in Kessenich bei Bonn geboren und war wohnhaft in Bonn, Königswinter und Oberdollendorf. Sie wurde am 27. Juli 1942 ab Trier mit dem Transport III/2, č. 901 in das Ghetto Theresienstadt deportiert, wo sie am 11. August 1942 ermordet wurde.                                      |
| Cohn, David            | Plätzer Weg 10 ⊙           | Quirrenbach 9 wohnte David Cohn Geb. 1888 Deportiert 1942 ermordet 1942 in Minsk | | David Cohn wurde am 15. Juni 1888 in Oberpleis im Siegkreis geboren und war wohnhaft in Oberpleis und Königswinter. Er war vom 16. November 1938 bis zum 17. Dezember 1938 im Konzentrationslager Dachau inhaftiert. Am 20. Juli 1942 wurde er ab Köln in das Vernichtungslager Maly Trostinez gebracht, wo er ermordet wurde. |
| Cohn, Sophie           | Plätzer Weg 10 ⊙           | Quirrenbach 9 wohnte Sophie Cohn geb. Windecker Geb. 1890 Deportiert 1942 ermordet 1942 in Minsk                                                                                          | Sophie Cohn wurde am 1. Mai 1890 in Lich bei Gießen in Hessen geboren und war wohnhaft in Oberpleis und Königswinter. Sie wurde am 20. Juli 1942 ab Köln in das Vernichtungslager Maly Trostinez gebracht, wo sie ermordet wurde.         | |
| Cohn, Alfred           | Plätzer Weg 10 ⊙           | Quirrenbach 9 wohnte Alfred Cohn Geb. 1925 Deportiert 1942 ermordet 1942 in Minsk | Alfred Cohn wurde am 6. Januar 1925 in Oberpleis im Siegkreis geboren und war wohnhaft in Oberpleis und Königswinter. Er wurde am 20. Juli 1942 ab Köln in das Vernichtungslager Maly Trostinez gebracht, wo er ermordet wurde.           | |
| Cohn, Egon             | Plätzer Weg 10 ⊙           | Quirrenbach 9 wohnte Egon Cohn Geb. 1926 Deportiert 1942 ermordet 1942 in Minsk | Egon Cohn wurde am 3. November 1926 in Oberpleis im Siegkreis geboren und war wohnhaft in Oberpleis, Siegburg und Königswinter. Er wurde am 20. Juli 1942 ab Köln in das Vernichtungslager Maly Trostinez gebracht, wo er ermordet wurde. | |
| Cohn, Benno            | Plätzer Weg 10 ⊙           | Quirrenbach 9 wohnte Benno Cohn Geb. 1928 Deportiert 1942 ermordet 1942 in Minsk | Benno Balduin Cohn wurde am 15. Februar 1928 in Oberpleis im Siegkreis geboren und war wohnhaft in Oberpleis und Quirrenbach. Er wurde am 20. Juli 1942 ab Köln in das Vernichtungslager Maly Trostinez gebracht, wo er ermordet wurde.   | |
| Cohn, Leon             | Plätzer Weg 10 ⊙           | Quirrenbach 9 wohnte Leon Cohn Geb. 1929 Deportiert 1942 ermordet 1942 in Minsk | Leon Cohn wurde am 5. November 1929 in Oberpleis im Siegkreis geboren und war wohnhaft in Oberpleis, Siegburg und Königswinter. Er wurde am 20. Juli 1942 ab Köln in das Vernichtungslager Maly Trostinez gebracht, wo er ermordet wurde. | |
| Cohn, Max              | Plätzer Weg 10 ⊙           | Quirrenbach 9 wohnte Max Cohn Geb. 1931 Deportiert 1942 ermordet 1942 in Minsk | Max Cohn wurde am 8. Juni 1931 in Siegburg geboren und war wohnhaft in Quirrenbach, Siegburg und Königswinter. Er wurde am 20. Juli 1942 ab Köln in das Vernichtungslager Maly Trostinez gebracht, wo er ermordet wurde.                  | |
| Cohn, Frieda           | Plätzer Weg 10 ⊙           | Quirrenbach 9 wohnte Frieda Cohn Geb. 1933 Deportiert 1942 ermordet 1942 in Minsk | Frieda Cohn wurde am 14. Januar 1933 in Siegburg geboren und war wohnhaft in Quirrenbach, Siegburg und Oberdollendorf. Sie wurde am 20. Juli 1942 ab Köln in das Vernichtungslager Maly Trostinez gebracht, wo sie ermordet wurde.        | |
| Hollingshausen, Peter  | Rennenbergstraße 40 ⊙      | Hier wohnte Peter Hollingshausen Jg. 1903 im Widerstand/KPD verhaftet 1933 Vorbereitung Hochverrat Zuchthaus Siegburg 1935 Zuchthaus Ossendorf 1943 Strafdivision 999 Schicksal unbekannt | | |
| Klaes, Ludwig          | Rennenbergstraße 42 ⊙      | Hier wohnte Ludwig Klaes Jg. 1900 im Widerstand/KPD Verhaftet 1935 Vorbereitung Hochverrat Zuchthaus Siegburg entlassen 1940 1943 Strafdivision 999 Schicksal unbekannt                   | | |